# Stiernacken
Unter Stiernacken oder selten auch Büffelnacken (engl. buffalo hump) versteht man in der Medizin eine außerhalb der Norm liegende, sichtbare Gewebeansammlung oder -vergrößerung (Lipodystrophie) im Bereich des Nackens; im Bereich des Bodybuilding einen sichtbaren Muskelaufbau; sowie umgangssprachlich einen deutlich ausgeprägten Nacken. 

## Medizinische Symptome
Überwiegend handelt es sich um Fettgewebe. Außerhalb einer schweren Fettsucht kommt es als Symptom bei verschiedenen Formen der Lipodystrophie (z. B. als Nebenwirkung einer antiretroviralen Therapie mit HIV-Proteaseinhibitoren) oder bei endokrinen Störungen wie dem Cushing-Syndrom vor. Eine endokrine Störung, die zu einem Stiernacken führt, kann auch im Verlauf einer schweren Lebererkrankung auftreten. Ein auf Gewebsvergrößerung aufgrund von Flüssigkeitsansammlung beruhender Stiernacken kann im Rahmen eines Lymphödems auftreten.

## Umgangssprachliche Bedeutung

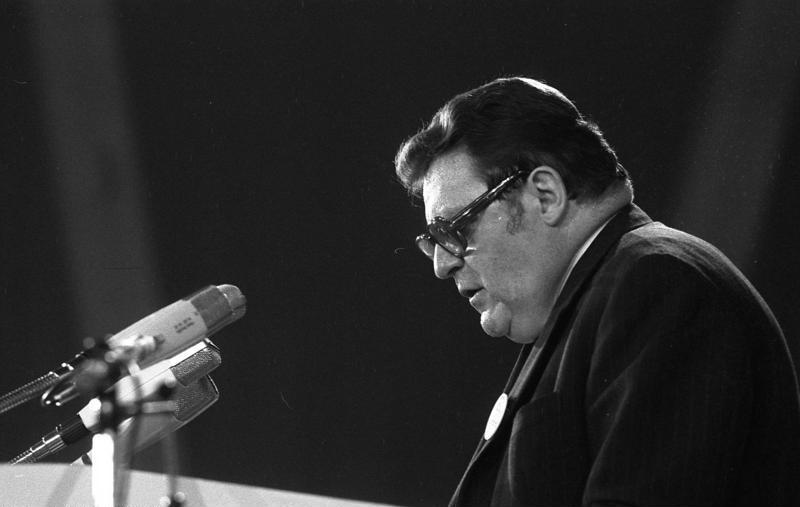
Franz Josef Strauß

In der Alltagssprache bezeichnet der Begriff einen starken Nacken, ohne dass dabei zwingend von einem pathologischen Symptom ausgegangen wird. Als Beispiel wird der CSU-Politiker Franz Josef Strauß genannt.
Im Bodybuilding wird der von vorne sichtbare, oberhalb des Schulterblatts liegende Teil des Trapezmuskels als „Stiernacken“ bezeichnet.